# IEC 61131-3
IEC 61131-3 — третій розділ міжнародного стандарту IEC 61131 (також, існує відповідний європейський стандарт EN 61131), що описує мови програмування для програмованих логічних контролерів. На 2016 рік актуальною є редакція IEC 61131-3:2013.

## Загальна інформація
Стандарт IEC 61131 вперше було опубліковано Міжнародною електротехнічною комісією у грудні 1993 року з метою вирішення проблем уніфікації устаткування промислової автоматизації. Він охоплює вимоги до апаратних засобів, монтажу, тестування, документації, зв'язку і програмування ПЛК. Мови програмування описані у розділі IEC 61131-3. Стандартом описано п'ять мов програмування:
дві текстові:
- ST (англ. Structured Text) структурований текст — Pascal-подібна мова;
- IL (англ. Instruction List) список інструкцій — вид асемблера;

переходу, використовується для програмування автоматів.
і три графічні:
- LD (англ. Ladder Diagram) східчаста діаграма (мова релейних схем) — схема, наближена до класичного технічного електричного креслення;
- FBD (англ. Function Block Diagram) — діаграма функційних блоків — послідовність ліній, що містять функційні блоки;
- SFC (англ. Sequential Function Chart) послідовний ряд блоків (мова діаграм станів) — послідовність програмових блоків з умовами їх застосування.

## Текстові мови програмування

### Мова ST
Мова ST (структурований текст) — мова високого рівня. Синтаксично ST є близькою до мови Pascal. Замість процедур мови Pascal в ST використовуються компоненти програм стандарту IEC.

### Мова IL
Мова IL (список інструкцій) є типовим асемблером з акумулятором та переходами за мітками. Набір інструкцій стандартизовано, він не залежить від конкретної платформи. Мова IL дозволяє працювати з будь-якими типами даних, викликати функції та функціональні блоки, реалізовані будь-якою мовою. На IL можна реалізувати алгоритм довільної складності, хоча текст програми буде досить громіздким.

## Графічні мови програмування

### Мова FBD
Мова FBD (функціонально-блокові діаграми) є аналогом принципових електричних схем, що реалізують логічні операції. Провідники в FBD можуть проводити струм тобто передавати сигнал (передавати змінні) будь-якого типу (логічний, аналоговий, часовий тощо) між блоками. Блоки можуть виконувати будь-які функції. Виходи блоків можуть бути підключені на входи інших блоків або на виходи ПЛК. Така графічна реалізація програми керування робить її досить наочною для сприйняття і аналізу.

### Мова LD
Мова LD (мова сходинкових діаграм або релейно-контактних схем, РКС) — графічна мова, що реалізує програму у вигляді структури електричних кіл. Графічно LD-діаграма представляється у вигляді двох вертикальних шин живлення. Між ними розміщені електричні гілки кола, утворені замиканням електричних контактів. Навантаженням у кожної гілки служить реле. Кожне реле має контакти, що можуть бути використані в інших гілках. Послідовне (операція І), паралельне (АБО) сполучення контактів та інверсія (НЕ) утворюють базовий набір логічних операцій. Мова LD може бути використана не лише для побудови релейних автоматів але й для програмної реалізації комбінаційних логічних схем. Завдяки можливості включення в LD функцій та функціональних блоків, написаних іншими мовами, сфера застосування мови суттєво розширюється.

### Мова SFC
У сімействі мов, регламентованих IEC SFC-діаграми (послідовні функціональні схеми) розташовуються вище стосовно інших чотирьох мов. Діаграми SFC є високорівневим графічним інструментом програмування. Графічна діаграма SFC складається із кроків (станів) і переходів між ними. Дозвіл на перехід визначається умовою (модифікатором). Із кроком пов'язані певні дії керованого обладнання. Опис дії виконується будь-якою мовою IEC (IL, ST, LD або FBD).
Подальшим розвитком мови є редактор CFC (англ. Continuous Function Chart) — це новіша реалізація FBD-редактора, виконана розробниками для програмованих контролерів SIMATIC S7 компанії «Siemens». З'єднання між входами, операторами і виходами автоматично не встановлюються, їх прорисовують у редакторі вручну. CFC надає можливість створювати довгі розгалужені з'єднання у тому числі, наприклад, зворотні зв'язки.

## Значення стандарту
Включення у стандарт п'яти мов пояснюється перш за все історичними причинами. Розробники стандарту зіткнулись з наявністю великої кількості варіацій схожих мов програмування. Мови, що увійшли в стандарт, створені на базі найпоширеніших мов провідних виробників контролерів. Після прийняття стандарту з'явилась можливість створення апаратно-незалежних бібліотек програм, орієнтованих на певні задачі керування (регулятори, керування приводами, модулі нечіткої логіки тощо).